# Canteleu
Canteleu je město na severu Francie v departementu Seine-Maritime v Normandii. Leží na řece Seině, v těsné blízkosti města Rouenu. Má přibližně 14 tisíc obyvatel.
Zemřel zde slavný francouzský spisovatel literárního realismu, Gustave Flaubert. Dokonce se také narodil v Rouenu.